# 리셋 (드라마)
《리셋》은 2014년 8월 24일부터 2014년 10월 26일까지 OCN에서 방영된 OCN 일요드라마이다.

## 등장 인물

### 주요 인물
- 천정명 : 차우진 역 (아역 : 최수한)
- 김소현 : 조은비 / 최승희 역 (1인 2역)
- 박원상 : 고 수사관 역
- 신은정 : 한 계장 역

### 주변 인물
- 송하윤 : 최윤희 역
- 정규수 : 부장검사 역
- 최재웅 : 김동수 역
- 김학철 : 김 회장 역

### 그 외
- 최범호
- 이재구
- 신철진
- 주영호 : 검찰청 경호원 역
- 김시완
- 지건우
- 최효은 : 미스 장 역
- 염지영 : 이영나 역
- 김민재 : 박민재 형사 역
- 이연 : 김회장 비서 / 호송버스여자 역
- 홍승현
- 임재민
- 이두석 : 표일수 교도관 역
- 장혁진 : 조봉학 역
- 강기영 : 의무과장 역
- 박노식 : 소지 역
- 김태환
- 양재영
- 리민
- 장태민
- 권범택
- 기주봉 : 최부장 역
- 김열
- 황인준
- 송태윤

### 특별출연
- 김영재 : 정신과 의사 역
- 윤박 : 김인석 역
- 조덕제
- 박동빈
- 윤용현